# Николаевский экспресс
«Николаевский экспресс» (№ 05/06) — скорый фирменный ночной поезд Российских железных дорог, курсировавший по маршруту Санкт-Петербург — Москва — Санкт-Петербург. Поезд обслуживала частная компания ЗАО «Окдайл».

## История
Имя поезду было дано в память об историческом названии Октябрьской железной дороги, названной в честь императора Николая I, по инициативе которого дорога строилась в 1842—1851 годах.
Поезд перестал ходить в 2009 году, а в 2010 году компания «Окдайл» подала заявление о банкротстве.
С 1 июня 2019 года несколько вагонов эксплуатируются поездом 921Ч/922Ч «Рускеальский экспресс».

## Оформление и оснащение
В составе поезда ходили спальные вагоны с четырёхместными и двухместными купе, вагон-ресторан, вагон-буфет. Интерьер вагонов оформлен в ретро-дизайне для воссоздания атмосферы уюта и комфорта вагонов I и II класса начала XX века. Окраска вагонов, их цветовая гамма, эмблема, форменная одежда проводников с петлицами и золотым шитьём, интерьер делают этот поезд не похожим ни на один из составов, курсирующих на линии Санкт-Петербург — Москва.
Также в поезде было организовано горячее питание (при выборе билета с включенным повышенным сервисом), а в комплект сухого пайка входила небольшая баночка красной икры